# Jason Mbote

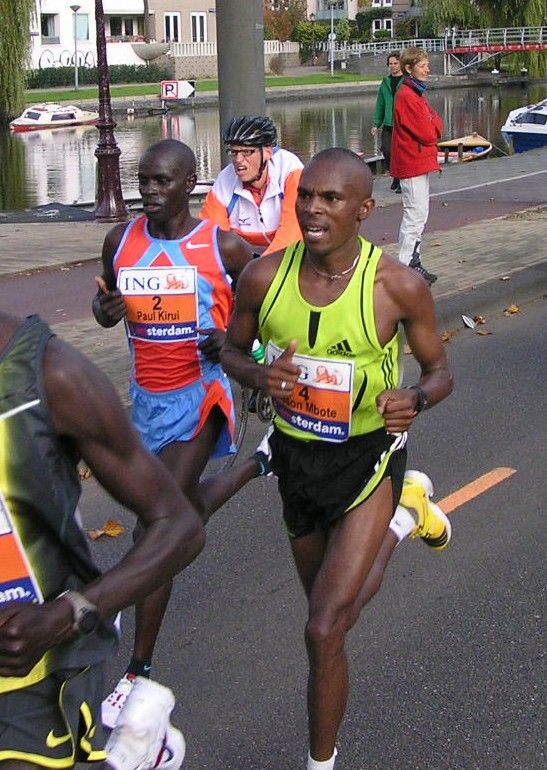
Jason Mbote beim Amsterdam-Marathon 2007

Jason Mbote (* 5. Januar 1977) ist ein kenianischer Marathonläufer.
2003 gewann er die 25 km von Berlin. Bei seinem Debüt über die 42,195-km-Distanz kam er 2004 beim Berlin-Marathon auf den 17. Platz in 2:13:42 h. Im Jahr darauf steigerte er sich als Zweiter des Frankfurt-Marathons auf 2:08:30 h. 2006 wurde er nachträglich Sieger des Seoul International Marathon, als der Erstplatzierte Gert Thys wegen einer positiven Dopingprobe disqualifiziert wurde, und stellte beim JoongAng Seoul Marathon mit 2:08:13 einen Streckenrekord auf.
2007 wurde er Fünfter beim Seoul International Marathon und Sechster beim Amsterdam-Marathon. 2008 stellte er als Zweite beim Seoul International Marathon mit 2:07:37 seinen persönlichen Rekord auf. 2009 wurde er an derselben Stelle Vierter.